# 天主教内洛尔教区
天主教內洛爾教區 （拉丁語：Dioecesis Nellorensis）是羅馬天主教的一個教區，位於印度安得拉邦東南部，受維薩卡帕特南總教區管轄。
教區成立於1928年7月3日，2004年有教友79,765名，佔轄區總人口百分之1.2。由118名司鐸名管理七十九個堂區。現任教區主教為多拉博伊納．梅瑟．普拉卡薩姆。